# Eddie Dean
 (octobre 2017).
Si vous disposez d'ouvrages ou d'articles de référence ou si vous connaissez des sites web de qualité traitant du thème abordé ici, merci de compléter l'article en donnant les références utiles à sa vérifiabilité et en les liant à la section « Notes et références ».
Eddie Dean, également appelé « Eddie de New York », est un personnage fictif issu de la série de romans La Tour sombre de Stephen King.
Eddie est un jeune toxicomane des années 1980 qui, à la suite d'un trafic de drogue ayant mal tourné, se voit emporté par Roland Deschain dans l'Entre-Deux-Mondes, où il le rejoint dans sa quête de la Tour Sombre.

## Biographie fictive
Au début du second tome de la saga, Les Trois Cartes, Roland de Gilead sait qu'il doit se trouver de nouveaux compagnons pour reformer son « Ka-têt » et poursuivre sa quête de la Tour Sombre. Grièvement blessé à son réveil par les « homarstruosités », il doit passer précipitamment les « portes » derrière lesquelles se trouvent ses compagnons, s'il ne veut pas succomber au venin des créatures. 
Passé la « porte du prisonnier », Roland se retrouve dans un avion et « dans la tête » d'Eddie Dean, jeune junkie des années 1980. Eddie doit assurer un transport de cocaïne pour le compte d'Enrico Balazar avec une méthode risquée puisqu'il transporte les sacs de drogue à même le corps. Ignorant tout des us et coutumes de ce monde mais pressentant un danger imminent, Roland entre alors en contact avec lui, ce qui a pour conséquence de faire changer de couleur les yeux du junkie, du marron naturel au bleu des yeux de Roland. Une hôtesse de l'air commence à soupçonner quelque chose. L'attitude de plus en plus troublée du jeune homme la pousse finalement à avertir le commandant de bord alors que Roland échafaude avec Eddie un plan d'urgence pour se débarrasser de la drogue. Les deux hommes ayant besoin l'un de l'autre n'ont alors d'autre choix que de collaborer. 
Après avoir faussé compagnie aux services de douane de l'aéroport, Eddie est recueilli par les hommes de main de Balazar et doit à nouveau compter sur Roland pour l'aider pendant la dernière partie du deal. Les deux parties ont à perdre puisque Balazar retient le frère d'Eddie, junkie comme lui, et Eddie est en retour le seul à savoir où la drogue a été cachée. Le face à face déjà tendu dégénère en bataille rangée lorsque Eddie, après avoir été entièrement fouillé par les hommes de Balazar, fait un saut dans le monde de Roland pour récupérer la drogue, alors que dans le monde réel, il est simplement allé aux toilettes. Eddie et Roland triomphent des hommes de Balazar et Roland le persuade de le suivre dans son monde. La mort de son frère peu avant la bataille, conjuguée aux effets du manque de drogue rend Eddie extrêmement agressif et instable mais pour espérer échapper à la police dans son monde, il n'a d'autre choix que de suivre Roland.
L'arrivée de Susannah dans le groupe a sur Eddie une influence réellement bénéfique. Après avoir affronté avec Roland les deux facettes de Detta / Odetta, il tombe finalement amoureux de leur fusion improbable (Susannah) et s'efforce alors d'oublier ses propres rancœurs pour s'engager dans le groupe. Les enseignements du pistolero font rapidement de lui un tireur d'élite et sa forme physique s'en ressent presque aussitôt. D'ailleurs, lorsque le groupe se met finalement en route pour la Tour sombre, Roland transmet à Eddie l'un des revolvers dont il ne peut plus se servir à cause de sa main mutilée.
Chaque nouvelle rencontre avec les habitants de l'Entre-Deux-Mondes, ou de notre propre monde, est une nouvelle occasion pour Eddie de prouver sa valeur et sa fidélité envers Roland. Son personnage étant par certains côtés extrêmement proche de celui de Cuthbert Allgood, l'ancien compagnon de Roland, il apporte au pistolero l'humour et l'imagination dont son esprit est naturellement dépourvu. Au début irrité par la tendance d'Eddie à blaguer sans arrêt, Roland lui témoigne plus de respect quand Eddie sauve le groupe de Blaine le mono. 
Les aventures de Roland et de ses compagnons se poursuivent, toujours plus proches de la Tour, mais le destin d'Eddie s'accomplit alors que le groupe attaque la prison des Briseurs. Mortellement blessé par l'un des gardes, Eddie a le temps de faire ses adieux au groupe et à sa femme avant de succomber. Durement touchée par la perte de son mari, puis par celle de Jake, Susannah Dean choisit plus tard de laisser Roland finir seul sa quête de la Tour Sombre et de se rendre dans un monde où Eddie et Jake sont vivants.